# Президія Верховної ради Української РСР

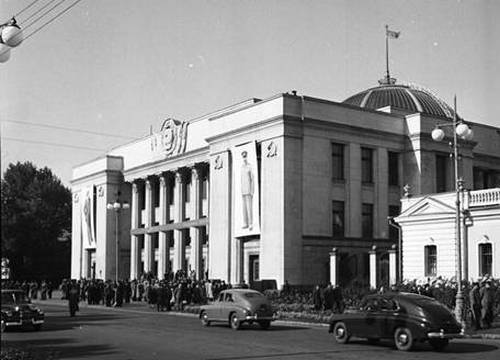
Будівля Верховної ради Української РСР, 1952 рік. Зображено Герб Української РСР, Леніна та Сталіна

Прези́дія Верхо́вної ра́ди Української РСР, пізніше Президія Верховної Ради України (з 1991 року) — колишній постійно діючий колегіальний орган Верховної Ради Української РСР та Верховної Ради України у 1938—1996 роках, що був підзвітний Верховній Раді у своїй діяльності, забезпечував організацію її роботи та здійснював інші повноваження, визначені Конституціями УРСР та України.
Президія Верховної Ради була вперше утворена у 1938 році відповідно до нової редакції Конституції УРСР 1937 року та діяла як окремий орган Верховної Ради УРСР, з 1991 року — Верховної Ради України, до прийняття нової Конституції України 28 червня 1996 року, якою Президія вже не була передбачена.
Статус та функції Президії Верховної Ради неодноразово змінювалися. В Українській РСР вона здійснювала функції найвищого органу державної влади у період між сесіями Верховної Ради та, по суті, була колегіальним главою республіки. Однак у 1989 році її повноваження значно зменшилися, і у незалежній Україні її основною функцією вже була лише організація роботи Верховної Ради.

## Історія

### 1937—1978 роки
Вперше утворення Президії Верховної Ради УРСР було передбачено Конституцією УРСР 1937 року, якою також вперше утворювалася Верховна Рада УРСР. Зокрема, передбачалося, що Президія обирається Верховною Радою УРСР у складі: Голови Президії, двох заступників, секретаря і 15 членів.
Перший склад Президії Верховної Ради УРСР було обрано на 1-й сесії Верховної Ради УРСР I скликання 27 липня 1938 року.
Конституція УРСР 1937 року не встановлювала правовий статус Президії, фіксуючи лише, що цей орган тлумачить закони та видає укази. Фактично ж він мав широкі повноваження, зокрема: скликати сесії Верховної Ради УРСР; проводити всенародні опитування (референдуми); скасовувати постанови і розпорядження Ради Народних Комісарів (РНК) УРСР, РНК Молдавської АРСР, а також постанови й розпорядження обласних рад депутатів трудящих у разі їх невідповідності закону; у період між сесіями Верховної Ради УРСР за поданнями голови РНК УРСР звільняти з посади і призначати деяких наркомів УРСР з наступним затвердженням їх Верховною Радою; надавати права громадянства УРСР; присвоювати почесні звання УРСР і удостоювати нагород; здійснювати право помилування громадян, засуджених судовими органами УРСР.
Прийняті Верховною Радою УРСР закони публікувалися за підписами голови і секретаря Президії Верховної Ради УРСР. У період між сесіями Верховної Ради Президія вирішувала питання про надання згоди на притягнення до судової відповідальності чи арешт депутатів Верховної Ради. По закінченні повноважень Верховної Ради УРСР Президія призначала нові вибори та скликала новообрану Верховну Раду, зберігаючи свої повноваження до утворення нової Президії.
Президія Верховної Ради УРСР була підзвітна Верховній Раді УРСР у всій своїй діяльності, водночас їй була підзвітна Рада Народних Комісарів УРСР у період між сесіями Верховної Ради.

### 1978—1989 роки
Конституція УРСР 1978 року певним чином новелізувала правовий статус Президії Верховної Ради УРСР. Цей орган явно визначався постійно діючим органом Верховної Ради УРСР, що здійснює функції найвищого органу державної влади в УРСР у період між сесіями Верховної Ради. По суті, Президія Верховної Ради УРСР стала колегіальним главою держави.
Збільшився перелік явно визначених повноважень Президії Верховної Ради УРСР. Зокрема, відтепер вона також координувала діяльність постійних комісій Верховної Ради, здійснювала контроль за додержанням Конституції УРСР, визначала порядок вирішення питань адміністративно-територіального устрою УРСР і могла вносити зміни до нього (окрім утворення областей), здійснювала керівництво діяльністю місцевих рад, призначала вибори до районних (міських) народних судів, ратифікувала і денонсувала міжнародні договори УРСР, призначала і відкликала дипломатичних представників УРСР в іноземних державах і при міжнародних організаціях, а також із подальшим затвердженням Верховною Радою могла вносити зміни до чинних законів, утворювати області та за пропозицією Ради Міністрів УРСР утворювати чи ліквідувати міністерства і державні комітети УРСР.
Також було змінено порядок формування Президії. Відтепер вона обиралася Верховною Радою лише з числа депутатів у складі: Голови Президії, трьох заступників Голови, Секретаря Президії і двадцяти членів Президії.
Основною організаційно-правовою формою роботи Президії були засідання, які скликав і вів її голова. Рішення Президії приймалися більшістю від її загального складу. Актами, які вона могла видавати, були укази та постанови.

### 1989—1995 роки
27 жовтня 1989 року Верховна Рада УРСР ухвалила зміни до Конституції, якими передбачалися суттєві зміни у статусі рад усіх рівнів та зменшувалися функції і статус Президії Верховної Ради УРСР. Найвищим органом державної влади визначалася виключно Верховна Рада, а найвищою службовою особою республіки — Голова Верховної Ради. Основною ж функцією Президії визначалася організація роботи Верховної Ради. Зокрема, відтепер Президія більше не могла призначати чи звільняти міністрів. Водночас за нею зберігалися повноваження щодо внесення змін до законів з їх подальшим затвердженням Верховною Радою, щодо здійснення контролю за додержанням Конституції УРСР, громадянства, помилування, призначення дипломатів тощо. Також відтепер Президія могла оголошувати в разі необхідності надзвичайний стан в окремих місцевостях УРСР та розглядати з Президією Верховної Ради СРСР питання про оголошення воєнного або надзвичайного стану.
Значно змінився принцип формування Президії. Віднині члени Президії вже не обиралася окремо, а входили до неї за посадою: Голова Верховної Ради, Перший заступник Голови, заступник Голови, Голова Комітету народного контролю Української РСР та голови постійних комісій Верховної Ради Української РСР. Голова Верховної Ради відтепер очолював Президію, у той час як раніше, Голова Верховної Ради та Голова Президії Верховної Ради — це були дві різні особи.
Змінами до Конституції УРСР від 19 червня 1991 року зі складу Президії було виключено Голову Комітету народного контролю.
24 серпня 1991 року Україна стала незалежною, а Верховна Рада УРСР стала Верховною Радою України. Президія Верховної Ради УРСР відповідно стала Президією Верховної Ради України.
Змінами до Конституції України від 14 лютого 1992 року з повноважень Президії було виключено можливість внесення змін до законів чи оголошення надзвичайного стану.
19 грудня 1992 року додано нове повноваження: забезпечувати своєчасний аналіз декретів Кабінету Міністрів України.

### 1995—1996 роки
8 червня 1995 року між Верховною Радою та Президентом України було укладено Конституційний Договір, який змінив систему державного управління в Україні на період до прийняття нової Конституції. Зокрема, було значно зменшено повноваження Президії Верховної Ради України — серед її функцій залишалися лише організація роботи Верховної Ради та організація проведення всенародних обговорень проєктів законів України та інших актів Верховної Ради.
Визначення складу Президії також дещо змінилося — відтепер до неї входили: Голова Верховної Ради, його заступники, голови постійних комісій і керівники депутатських груп і фракцій Верховної Ради.
Нова Конституція України, прийнята 28 червня 1996 року, вже не передбачала наявність Президії Верховної Ради як окремого органу.

## Повноваження Президії
Повноваження Президії були перелічені:
- У 1937—1978 роках — у Конституції УРСР 1937 року, Розділ III «Найвищі органи державної влади УРСР» (стаття 30)[2].
- У 1978—1989 роках — у Конституції УРСР 1978 року, Глава 12 «Верховна Рада УРСР» (статті 108, 109)[3].
- У 1989—1995 роках — у змінах до Конституції від 1989 року, Глава 12 «Верховна Рада УРСР» (стаття 106)[4].
- У 1995—1996 роках — у Конституційному Договорі, Розділ II «Верховна Рада України» (стаття 10)[9].

## Голови Президії Верховної Ради
До 1990 року Головами Президії Верховної Ради УРСР були:
- Корнієць Леонід Романович (1938—1939)
- Гречуха Михайло Сергійович (1939—1954)
- Коротченко Дем'ян Сергійович (1954—1969)
- Ляшко Олександр Павлович (1969—1972)
- Грушецький Іван Самійлович (1972—1976)
- Ватченко Олексій Федосійович (1976—1984)
- Шевченко Валентина Семенівна (1985—1990)[1]

З 1990 року Головою Президії за посадою був Голова Верховної Ради Української РСР, з 1991 року — Голова Верховної Ради України:
- Івашко Володимир Антонович (1990)
- Кравчук Леонід Макарович (1990—1991)
- Плющ Іван Степанович (1991—1994)
- Мороз Олександр Олександрович (1994—1996)[1]